# Hulnakarit
Hulnakarit är klippor i Finland.   De ligger i kommunen Nådendal i landskapet Egentliga Finland, i den sydvästra delen av landet, 170 km väster om huvudstaden Helsingfors.
Terrängen runt Hulnakarit är platt.  Närmaste större samhälle är Rimito, 10,4 km nordost om Hulnakarit. 